# متحف محمد النعيم
متحف محمد النعيم، أحد متاحف منطقة القصيم يقع في محافظة عنيزة، أسسه محمد إبراهيم سليمان النعيم، المتحف عبارة عن بيت شعبي مسقوف بالخرسانة يتكون من 4 غرف وصالة عرض ويشمل جميع أنشطة الحياة واحتياجات الإنسان في ذلك الزمان، ويحتوي المتحف على مجموعة كبيرة من القطع التراثية تضم أدوات القهوة والضيافة وكذلك أدوات الطبخ والمأكل والمشرب والأسلحة وأدوات الحرب والملابس الرجالية والنسائية وأدوات الزينة والحلي، وأدوات الزراعة وأدوات الإنارة والفخاريات والجلديات ويوجد في منتصف المتحف صالتان مصباحان بالمسمى التراثي عرض بهما أيضا مجموعة من القطع التراثية الثقيلة وزنا والكبيرة حجما كأبواب المنازل والأدوات الحجرية كأدوات الطحن والهرس وبعض الأدوات الزراعية كالدراج والمحالة والمحراث.